# 侯氏豬

侯氏豬布偶（Sus houi），攝於台灣博物館

侯氏豬是一種體型與弓頜豬相近的小型豬類，隸屬豬科豬屬，生活於更新世，化石發現於臺灣臺南市左鎮鹽水溪、菜寮溪一帶。侯氏豬最早由祁國琴等人於1999年介紹。

## 外部連接
- 侯氏豬左側部分上顎骨  （页面存档备份，存于） - 臺南左鎮化石園區
- 侯氏豬犬齒  - 臺南左鎮化石園區